# Immer Ärger mit Sergeant Bilko
Immer Ärger mit Sergeant Bilko (Sgt. Bilko) ist eine US-amerikanische Filmkomödie von Jonathan Lynn aus dem Jahr 1996. Die Hauptrolle spielt Steve Martin. Die Handlung beruht auf der amerikanischen Fernseh-Comedy-Serie The Phil Silvers Show aus den 1950er Jahren.

## Handlung
Der Private First Class Wally Holbrook trifft auf seinem zugewiesenen Stützpunkt der US Army ein, der von Colonel John T. Hall befehligt wird. Der Colonel teilt ihn der Fahrzeugwerkstatt zu, die von Master Sergeant Ernest G. Bilko geführt wird. Colonel Hall warnt den jungen Holbrook vor Bilko und seiner Truppe und empfiehlt ihm, sein Geld in seiner Mütze zu verstecken. In der Werkstatt wird Holbrook klar, dass es hier mit militärischer Disziplin nicht weit her ist, sondern die gesamte Kompanie dem Glücksspiel frönt und Kapital aus Wetten mit Soldaten des gesamten Stützpunkts schlägt. Auch werden Lotterien und Hunderennen veranstaltet. Alles wird organisiert und vertuscht von Bilko, der einen untrüglichen Riecher dafür zu haben scheint, wo Geld zu holen ist. Er weiht Holbrook in ihre Gepflogenheiten ein: Sein erster Auftrag ist es, den Meilenzähler von Colonel Halls Fahrzeug zurückzustellen, da Bilko das Auto über das Wochenende gewinnbringend verliehen hatte. Holbrook ist allerdings noch fest von seinen soldatischen Pflichten überzeugt und weigert sich. Inzwischen taucht Colonel Hall auf, der nach seinem Wagen fragt. Doch Bilko hat ein ausgeklügeltes Warnsystem eingerichtet, so dass seine Leute in Windeseile alles Verdächtige beiseite schaffen und den militärischen Normalzustand herstellen, und er selbst hat zahlreiche Ausreden parat, um vom eigentlichen Thema abzulenken.
Tags darauf verpasst Bilko den Termin zur Trauung mit seiner Verlobten Rita Robbins, die, nicht zum ersten Mal, vergeblich in der Kirche auf ihn wartet. Auch diesmal hat Bilko eine Reihe von Ausreden parat. Rita stellt Bilko ein Ultimatum: Wenn er sie nicht innerhalb der nächsten 30 Tage heiratet, ist es für immer aus.
Inzwischen kursieren Gerüchte in der Army, dass kleinere Stützpunkte aus Kostengründen geschlossen werden sollen. Diese Gerüchte verdichten sich, als Major Colin Thorn als Inspizient des Verteidigungsministeriums die Basis besucht. Da auf dem Stützpunkt ein neuartiger Hoverpanzer entwickelt wird, will Thorn sich die Fortschritte ansehen. Bei der Demonstration geht alles schief: Der Panzer schwebt zwar, gerät jedoch außer Kontrolle, wenn er einen Schuss abfeuert. Thorn kündigt an, den Stützpunkt schließen zu lassen, und will abreisen, entscheidet sich jedoch um, als er von Bilkos Anwesenheit erfährt. Thorn und Bilko verbindet eine alte Feindschaft: Vor einigen Jahren wurde auf einem anderen Armeestützpunkt ein Boxkampf veranstaltet. Bilko hatte einen der beiden Kontrahenten bestochen. Thorn, der die Manipulation vermutete, wurde in genau dem Moment von der Militärpolizei ertappt, als er das Bestechungsgeld im Spind eines der Boxer fand. So wurde er irrtümlich verhaftet und zur Strafe auf einen Stützpunkt nach Grönland versetzt, nun ist er auf Rache aus.
Thorn engagiert zwei Spezialisten, die Bilkos Aktivitäten überprüfen sollen. Diese finden einige Ungereimtheiten, jedoch hat Bilko für alles eine plausible Erklärung. Bei der Inventur seiner Einheit werden die beiden Inspektoren von Bilkos Leuten immer wieder hinters Licht geführt. Schließlich melden sie Thorn, dass sie keine belastenden Beweise finden konnten. Thorn überredet Hall, Bilko und seine Truppe an einem Manöver in der Nähe von Las Vegas teilnehmen zu lassen. In Bilkos Abwesenheit, der mit seinen Leuten nach Las Vegas in die Casinos statt zum Manöver gefahren ist, knacken die Spezialisten seinen Computer. Daraufhin manipuliert Thorn die Daten so, dass es aussieht, als habe Bilko die Gelder für das Hoverpanzerprojekt veruntreut.
Mit diesen konstruierten Beweisen konfrontiert, sieht Colonel Hall sich gezwungen, Bilko nach Grönland zu versetzen, um ihm das Militärgericht zu ersparen. Bilko überredet Hall mittels einer List, nochmals eine Vorführung des Hoverpanzers zu organisieren. Er garantiert, dass alles funktionieren und der Stützpunkt somit seiner Schließung entgehen wird. Dann stellt er Thorn eine Falle: er lässt ihn eine fingierte Unterhaltung über die taktische Hover-Steckkarte mithören, die das fehlerverursachende Modul sei, aber die Probleme seien inzwischen behoben. Daraufhin entwendet Thorn nachts die besagte Steckkarte aus dem Panzer. Am folgenden Tag nehmen der zuständige General und zahlreiche Kongressabgeordnete an der neuerlichen Vorführung teil. Der Panzer feuert schwebend auf mehrere Ziele, die scheinbar getroffen werden. In Wirklichkeit schicken Bilkos Leute mittels Flammenwerfer einen Feuerstrahl durch das Kanonenrohr und sprengen das Ziel per Fernzündung in die Luft. Das Publikum ist von der Vorführung begeistert, Thorn hingegen ist außer sich vor Wut. Nun geht er in die Offensive und beschuldigt Bilko des Betrugs, findet jedoch kein Gehör. Daraufhin verplappert er sich und zeigt triumphierend die von ihm entwendete Steckkarte, ohne die der Panzer überhaupt nicht hätte funktionieren dürfen. Damit hat er sich selbst der Sabotage überführt und landet schließlich wieder in Grönland.
Nachdem alles überstanden ist, hat sich auch Private Holbrook bei der Gruppe eingelebt. Er ist bereits damit beschäftigt, den Meilenzähler von Colonel Halls Auto zurückzustellen. Schließlich heiraten Sergeant Bilko und Rita Robbins.

## Kritiken
James Berardinelli schrieb auf ReelViews, dass der Film zu den unwitzigen und unoriginellen Filmen Martins der letzten Zeit gehöre. Die Komödie schwanke in ihrer Qualität von „Mittelmaß“ bis „schrecklich“. Die Besetzungsliste wirke wie ein Treffen der Alumni der Fernsehshow Saturday Night Live.
Roger Ebert schrieb in der Chicago Sun-Times vom 29. März 1996, dass er sich Jim Carrey oder Joe Mantegna in der Rolle des Sgt. Bilko vorstellen könne. Er lobte jedoch am Ende die Darstellung von Steve Martin.
Das Lexikon des internationalen Films findet „die Inszenierung fade und manche Späße nur mäßig originell“. Durch die „hochklassigen Hauptdarsteller“ und die „unbekannten, aber talentierten Nebendarsteller“ sei der Film aber trotzdem „ein kurzweiliges, in seiner Militärkritik überraschend direktes Stück Unterhaltung“.

## Hintergrund
Der Film wurde in Kalifornien gedreht. Die Produktionskosten betrugen schätzungsweise 39 Millionen US-Dollar, der Film spielte in den Kinos der USA 30,4 Millionen US-Dollar ein. Im Abspann des Filmes ist ein ironischer Dank an die United States Army zu lesen, die Produktion des Films in keiner Weise unterstützt zu haben. Die Deutsche Film- und Medienbewertung FBW in Wiesbaden verlieh dem Film das Prädikat wertvoll.